# Iko Iko (The Dixie Cups)
Iko Iko è un singolo del gruppo musicale statunitense The Dixie Cups, pubblicato nel marzo 1965 come terzo estratto dal primo album in studio Chapel of Love.

## Descrizione
Il brano è un riadattamento non autorizzato della canzone Jock-A-Mo, scritta e interpretata da James "Sugar Boy" Crawford nel 1954. Dopo la pubblicazione del singolo Crawford citò in giudizio le Dixie Cups e la loro etichetta Red Bird Records per plagio. Nonostante il trio abbia più volte smentito le somiglianze tra i due pezzi, la questione finì in tribunale nel 1967 e si risolse con l'inserimento di Crawford tra gli autori di Iko Iko.

## Tracce
Testi e musiche di James Crawford, Barbara Hawkins, Rosa Hawkins e Joan Johnson.
1. Iko Iko – 2:05
2. Gee Baby Gee – 2:30

## Cover

### Versione delle Belle Stars
Nel 1982 il gruppo britannico The Belle Stars ha inciso una cover del brano, divenuta poi un successo planetario nel 1989 dopo il suo utilizzo nella colonna sonora del film Rain Man - L'uomo della pioggia.

### Versione di Natasha
Sempre nel 1982 la cantante scozzese Natasha ha inciso una propria versione del brano, divenuta quella di maggior successo nel Regno Unito dato il suo posizionamento al numero 10 nella classifica locale.

### Versione dei Captain Jack
Nel 2001 il duo tedesco Captain Jack ha realizzato una cover eurodance del brano che ha raggiunto la top fourty di Austria e Germania.

### Versione di Justin Wellington
Nel 2017 il cantante papuano Justin Wellington, in collaborazione con il gruppo salomonense Small Jam, ha registrato una cover in chiave reggae del brano, resa disponibile nel 2019 e diventata popolare due anni dopo grazie alla piattaforma TikTok. Nel 2021 venne pubblicato un remix con il cantante porticano Pedro Capó.

### Altre cover
- Nel 1972 Dr. John fece una cover del brano e la inserì nel suo album Dr. John's Gumbo
- Nel 1986 Cyndi Lauper incise una versione del brano e la inserì nel suo album True Colors

## Classifiche
| Classifica (1965) | Posizione massima |
| ----------------- | ----------------- |
| Canada            | 26                |
| Regno Unito       | 23                |
| Stati Uniti       | 20                |